# Pringleella pleuridioides
Pringleella pleuridioides är en bladmossart som beskrevs av Jules Cardot 1909. Pringleella pleuridioides ingår i släktet Pringleella och familjen Ditrichaceae. Inga underarter finns listade i Catalogue of Life.